# داشلوجه (اهر)
داشلوجه (اهر)، روستایی از توابع بخش مرکزی شهرستان اهر در استان آذربایجان شرقی ایران است.این روستا ۱۰۲ الی ۱۰۷ نفر جمعیت دارد.

## جمعیت
این روستا در دهستان بزکش قرار دارد و براساس سرشماری مرکز آمار ایران در سال ۱۳۸۵، جمعیت آن ۱۰۷ نفر (۲۵خانوار) بوده‌است.این روستا مزارع کشاورزی حاصلخیزی داشته و در تولید انواع محصولات کشاورزی از اهمیت بالایی برخوردار است.از محصولات کشاورزی مهم تولید این روستا:گندم،جو و ... میباشد.سیب و آلبالو از مهمترین محصولات تولیدی این روستاست و آب آن از چشمه محصول آن غلات و حبوب و سردرختی ، شغل اهالی زراعت و گله داری می باشد.صنایع دستی مردم آن گلیم بافی و راه آنجا آسفالت است.از روستای های همسایه روستای داشلوجه میتوان به روستاهای رزین ،علی آباد،آلمان قدیم اشاره کرد.